# Wiktor Chabel

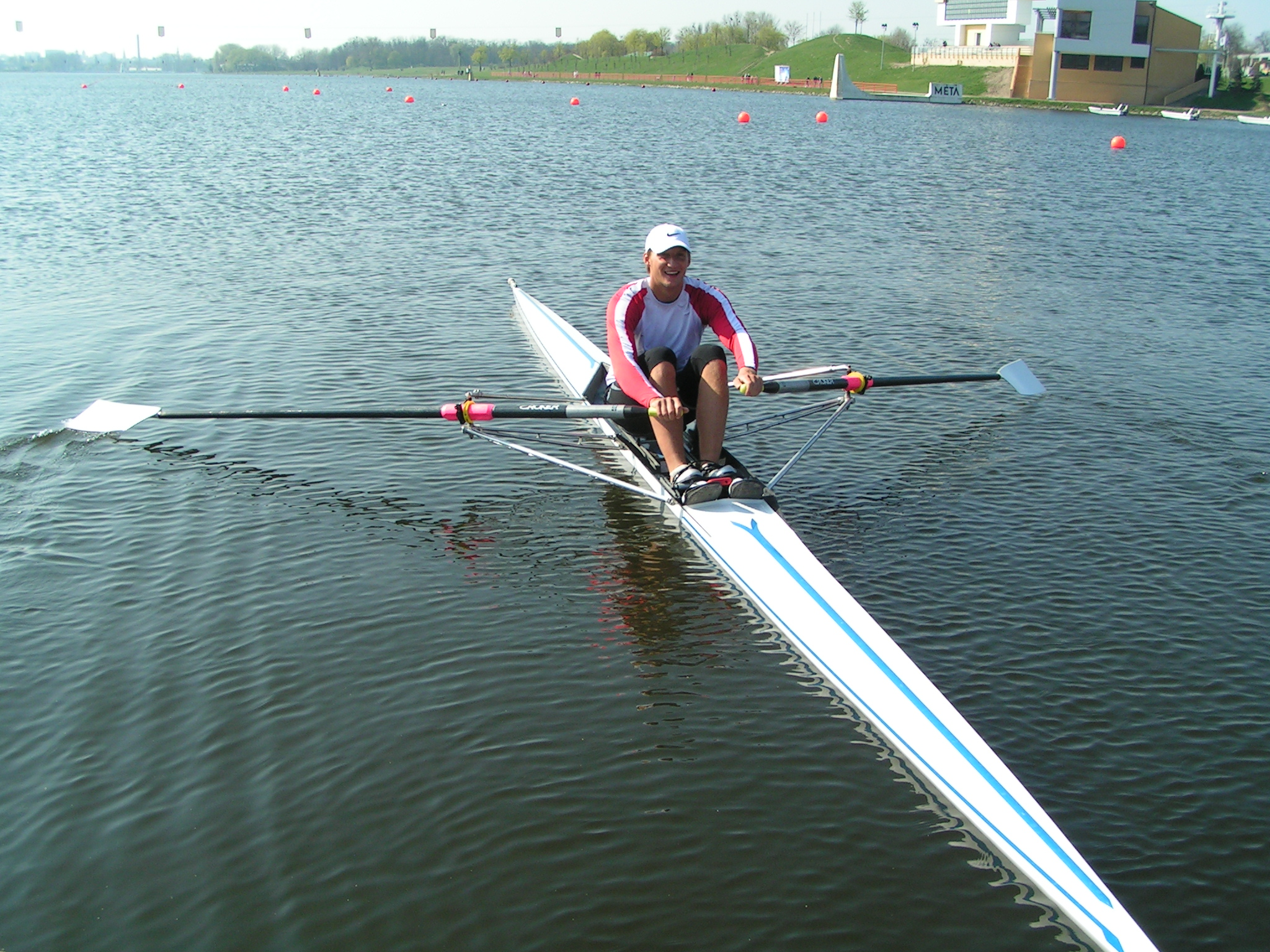
Wiktor Chabel na jedynce w 2009

Wiktor Chabel (ur. 23 listopada 1985 w Sandomierzu) – polski wioślarz, olimpijczyk (2016), wicemistrz świata (2019), czterokrotny medalista mistrzostw Europy. 

## Życiorys
Zawodnik AZS-AWF Kraków, a następnie poznańskich klubów: AZS-AWF Poznań, PTW Tryton i KS Posnania.
W 2016 roku wziął udział na igrzyskach olimpijskich w Rio de Janeiro. Wystąpił wówczas w czwórce podwójnej z Mateuszem Biskupem, Dariuszem Radoszem i Mirosławem Ziętarskim. W eliminacjach uzyskali drugi wynik, co dało awans do finału A. Tam zawody ukończyli na czwartej pozycji, tracąc do będących na trzecim miejscu Estończyków 1,44 sekundy.
W 2017 poślubił wioślarkę Monikę Chabel. Ślub odbył się w ostatni weekend października w kościele św. Mikołaja w Ślesinie.

## Osiągnięcia

### Puchar Świata
- 1. miejsce (Płowdiw 2019, Poznań 2019, Rotterdam 2019)
- 2. miejsce (Belgrad 2017)
- 3. miejsce (Varese 2016, Poznań 2016, Lucerna 2017, Lucerna 2018)

### Wyniki
| Rok  | Zawody               | Miejsce            | Konkurencja      | Czas             | Pozycja     |
| ---- | -------------------- | ------------------ | ---------------- | ---------------- | ----------- |
| 2007 | Mistrzostwa Europy   | Poznań             | Czwórka podwójna | Finał B: 6:11,68 | 9. miejsce  |
| 2008 | Mistrzostwa Europy   | Ateny              | Dwójka podwójna  | Finał A: 6:20,67 | 4. miejsce  |
| 2009 | Mistrzostwa świata   | Poznań             | Dwójka podwójna  | Finał B: 6:13,10 | 8. miejsce  |
| 2009 | Mistrzostwa Europy   | Brześć             | Czwórka podwójna | Finał A: 5:55,09 | 3. miejsce  |
| 2010 | Mistrzostwa Europy   | Montemor-o-Velho   | Dwójka podwójna  | Finał A: 6:16,91 | 5. miejsce  |
| 2011 | Mistrzostwa świata   | Bled               | Dwójka podwójna  | Finał C: 6:35,08 | 14. miejsce |
| 2011 | Mistrzostwa Europy   | Płowdiw            | Czwórka podwójna | Finał A: 5:51,00 | 3. miejsce  |
| 2012 | Mistrzostwa Europy   | Varese             | Dwójka podwójna  | Finał A: 6:28,58 | 6. miejsce  |
| 2015 | Mistrzostwa Europy   | Poznań             | Czwórka podwójna | Finał A: 5:48,37 | 4. miejsce  |
| 2015 | Mistrzostwa świata   | Lac d’Aiguebelette | Czwórka podwójna | Finał B: 5:43,75 | 7. miejsce  |
| 2016 | Mistrzostwa Europy   | Brandenburg        | Czwórka podwójna | Finał B: 6:06,72 | 7. miejsce  |
| 2016 | Igrzyska olimpijskie | Rio de Janeiro     | Czwórka podwójna | Finał A: 6:12,09 | 4. miejsce  |
| 2017 | Mistrzostwa Europy   | Račice             | Czwórka podwójna | Finał A: 5:48,02 | 2. miejsce  |
| 2017 | Mistrzostwa świata   | Sarasota           | Czwórka podwójna | Finał A: 5:48,25 | 5. miejsce  |
| 2018 | Mistrzostwa Europy   | Glasgow            | Czwórka podwójna | Finał A: 5:43,88 | 3. miejsce  |
| 2018 | Mistrzostwa świata   | Płowdiw            | Czwórka podwójna | Finał A: 5:39,43 | 6. miejsce  |
| 2019 | Mistrzostwa świata   | Ottensheim         | Czwórka podwójna | Finał A: 5:55,59 | 2. miejsce  |
| 2020 | Mistrzostwa Europy   | Poznań             | Czwórka podwójna | Finał A: 5:52,61 | 5. miejsce  |